# Neue Sakristei

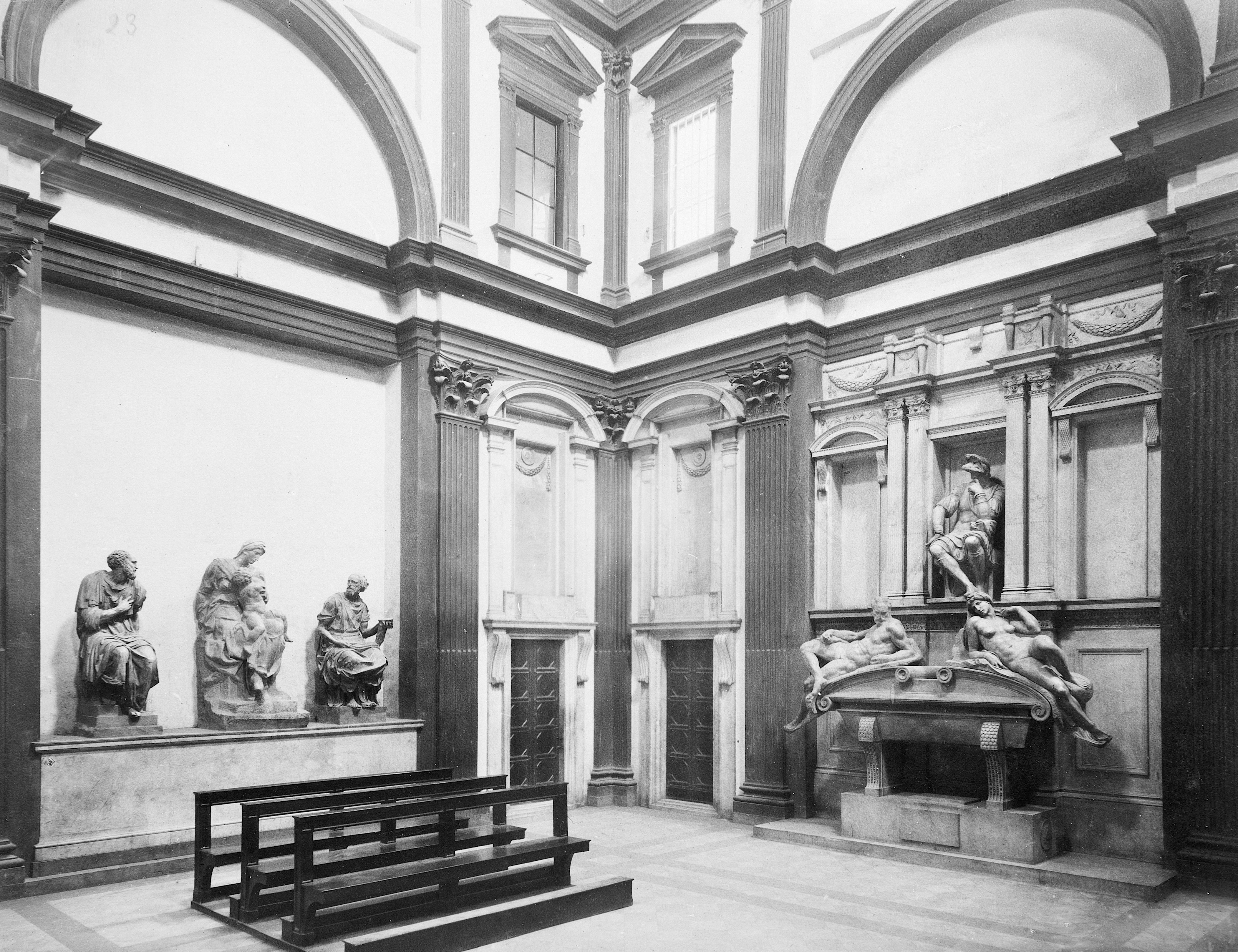
Neue Sakristei, Blick nach Südwesten (Ende 19. Jhd.)

Die Neue Sakristei (italienisch Sagrestia Nuova; teilweise auch Medici-Kapelle genannt) ist eine Sakristei und Grablege der Medici in der Kirche San Lorenzo in Florenz. Sie wurde von Michelangelo ab 1519 entworfen und gilt als herausragendes Werk der Renaissance. Michelangelo stattete sie auch mit einem umfangreichen, aber unvollendeten Skulpturenprogramm aus, an dem er bis 1534 arbeitete.

## Beschreibung
Die Neue Sakristei grenzt nordwestlich an das Querhaus von San Lorenzo an. Sie ist ein rechteckiger Bau mit einem quadratischen Hauptraum, an den nördlich ein Altarraum mit Pendentifkuppel flankiert von zwei Nebenräumen angrenzt. Der Hauptraum ist von einer kassettierten Pendentifkuppel mit Laterne überwölbt.

Die Wandgliederung des Hauptraumes ist dreigeschossig. Sie besteht aus einem hohen Erdgeschoss, einem niedrigeren Zwischengeschoss und der wieder höheren Pendentifzone. Alle vier Wände sind vertikal in drei Zonen gegliedert, wobei die mittlere, breitere als Nische ausgebildet ist. Diese Gliederung sowie die Ecken sind durch kannelierte korinthische Pilaster markiert. Die Stockwerke werden durch Architrav, Fries und Gesims differenziert, die auf den Pilastern aufliegen. Die Nischen des Erdgeschosses werden im Obergeschoss weitergeführt und dort von einem Rundbogen überfangen. Die schmaleren Seitenfelder der Wände werden durch Fensterarchitekturen ausgefüllt. Im Erdgeschoss handelt es sich dabei um abgewandelte Ädikulen mit Segmentbogen-Bekrönung und im Obergeschoss um Fenster mit Dreiecksgiebeln. Unter den Ädikulen des Erdgeschosses befinden sich schlichte Türen. In den halbrunden Schildwänden zwischen den Pendentifs sind trapezförmige, sich nach oben verjüngende Fenster mit Segmentbogen-Bekrönung angebracht. In zwei der drei Wandnischen ist aufwändige Grabarchitektur vorhanden, die eine eigene architektonische Gliederung ausweist.

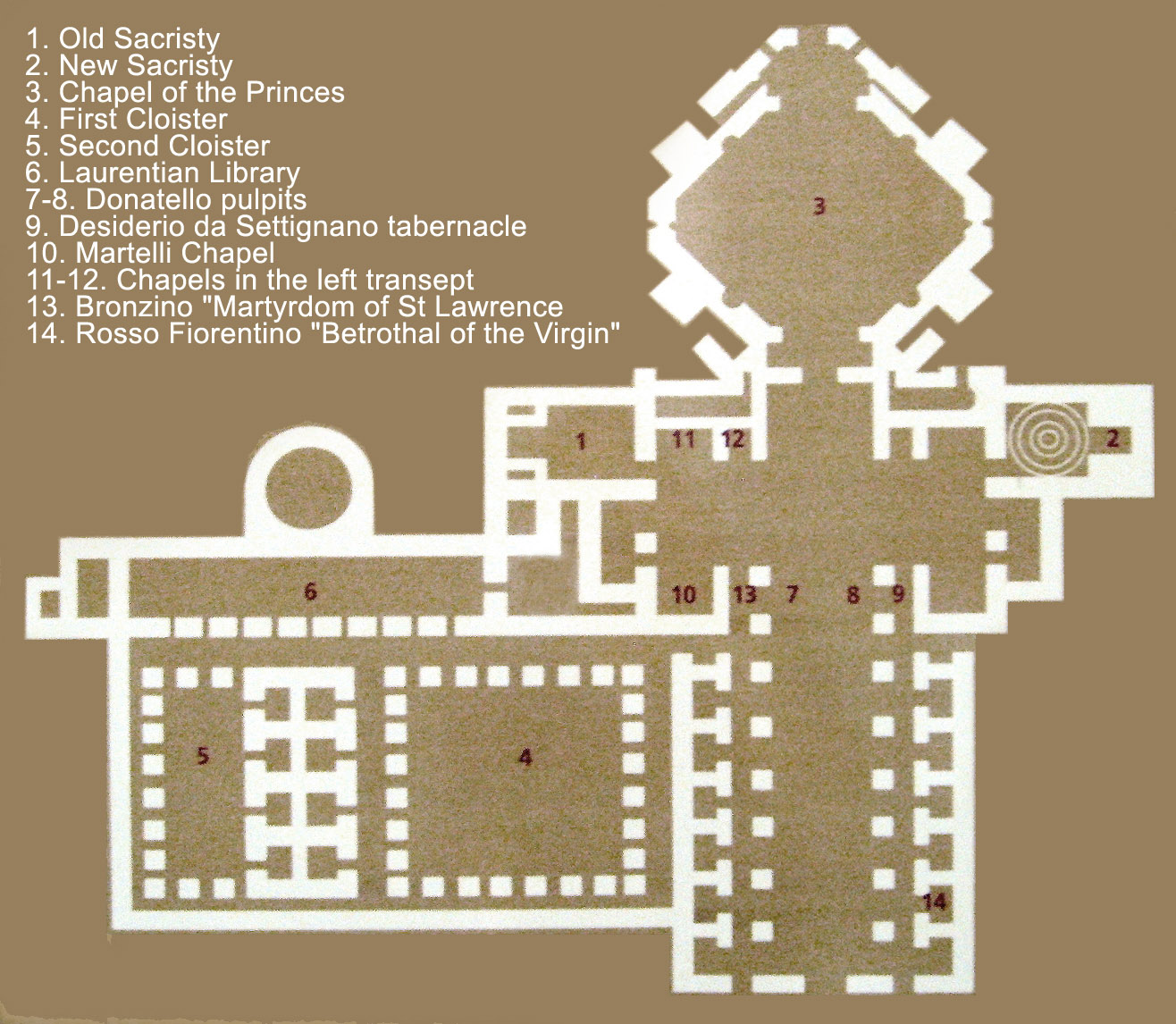
Grundriss von San Lorenzo, Sakristei rechts
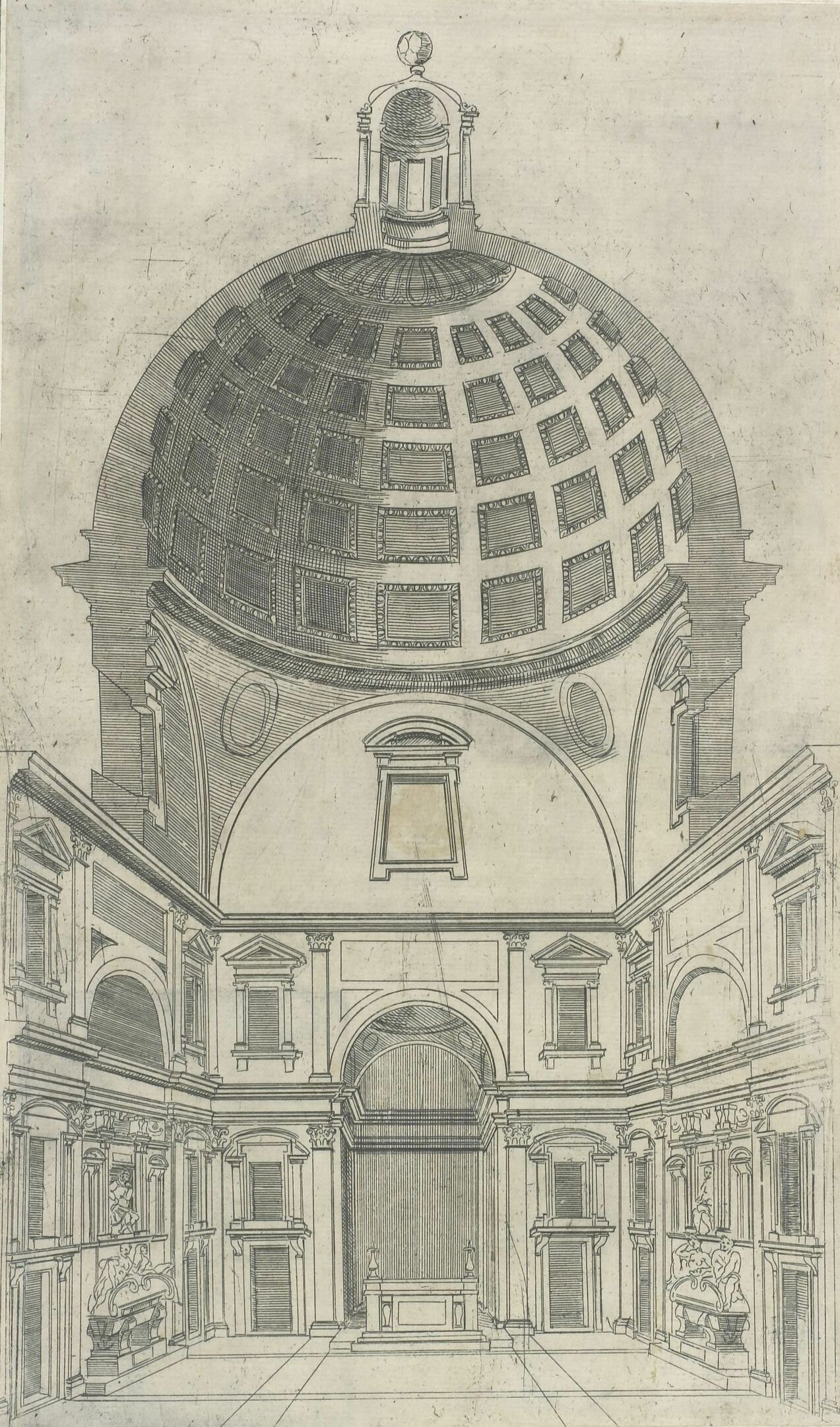
Schnitt mit Blick zum Altarraum
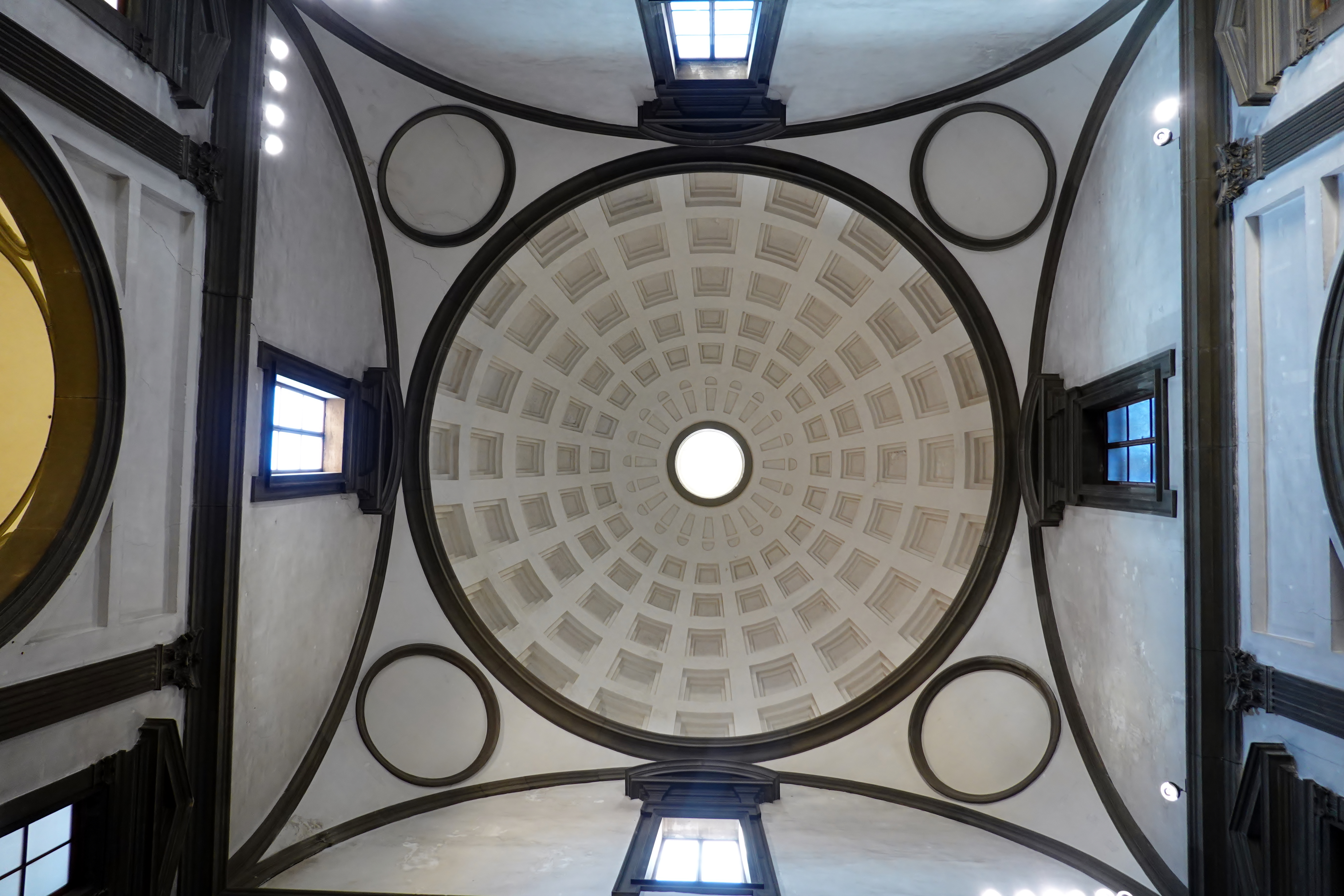
Kuppel von Innen
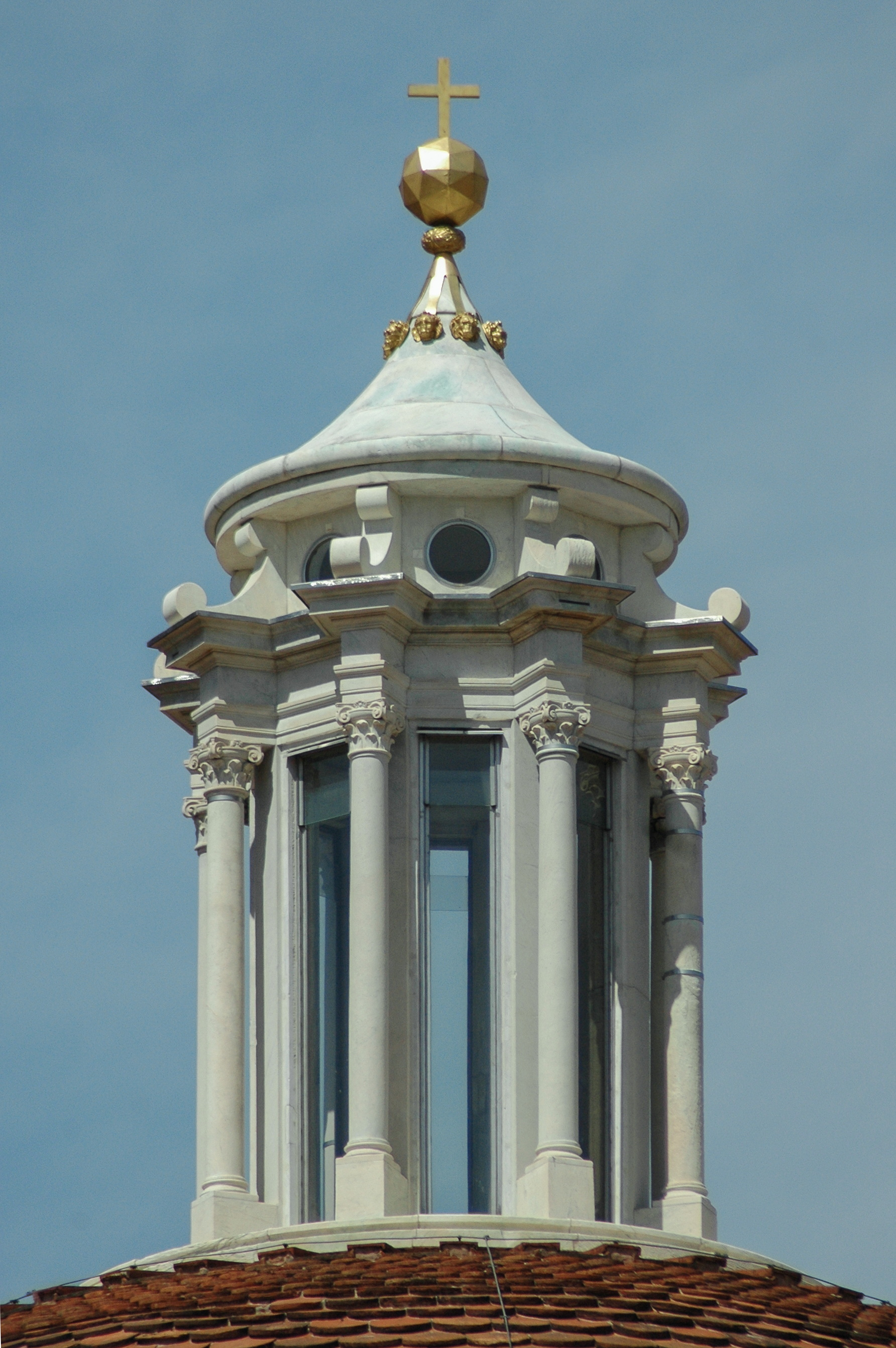
Laterne

## Baugeschichte
Michelangelo bekam im Sommer 1519 von Kardinal Giulio de’ Medici den Auftrag zum Entwurf der Neuen Sakristei mit Grabmälern der Medici in San Lorenzo. Giulio de’ Medicis Cousin Leo X. war zu dieser Zeit Papst. Die Sakristei sollte mit Gräbern für Leos Vater Lorenzo il Magnifico und dessen Bruder Giuliano di Piero de’ Medici, sowie für Giuliano di Lorenzo de’ Medici (Leos Bruder) und Lorenzo di Piero de’ Medici (Leos Neffe) ausgestattet werden.
Baubeginn war am 4. November 1519. Im April 1521 bestellte Michelangelo in Carrara die Marmorblöcke für die Skulpturen, die er zuvor in Zeichnungen und Wachsmodellen entwarf. Zu diesem Zeitpunkt muss das Skulpturenprogramm also mehr oder weniger festgelegt gewesen sein. Aufgrund des Todes Leos X. 1521 und des Antritts von Hadrian VI. als Papst wurden die Arbeiten unterbrochen. Bereits 1523 wurde jedoch Giulio de’ Medici als Clemens VII. selbst Papst, wodurch die Arbeiten wieder aufgenommen werden konnten. Anfang 1524 trafen die Marmorblöcke dann aus Carrara in Florenz ein und bis März 1526 waren bereits vier Skulpturen fast vollendet. Die Kuppel wurde 1524 errichtet, im Folgejahr wurde der goldene Polyeder auf der Laterne angebracht. Die Sacco di Roma 1527 und damit zusammenhängende Exilierung der Medici in Florenz unterbrachen die Arbeiten erneut bis zur Wiedereinsetzung der Medici 1530. Michelangelo arbeitete dann erneut an den Skulpturen bis August 1532, als er Florenz für einen einjährigen Romaufenthalt verließ. 1533 und 1534 arbeitete er je nur etwa vier Monate in Florenz um dann 1534 erneut nach Rom gerufen zu werden, um das Jüngste Gericht zu malen. Florenz sah er bis zu seinem Tode 1564 nicht wieder, so dass die Arbeiten nie völlig vollendet wurden.
Erst 1545 wurden die Skulpturen, die sich teilweise noch in Michelangelos Atelier befanden, in der Kapelle aufgestellt und 1559 ein Sarkophag für das Doppelgrab von Lorenzo il Magnifico und Giuliano di Piero de’ Medici aus noch übrigen Marmorteilen angefertigt.

## Architektur

### Bezüge zu Brunelleschi

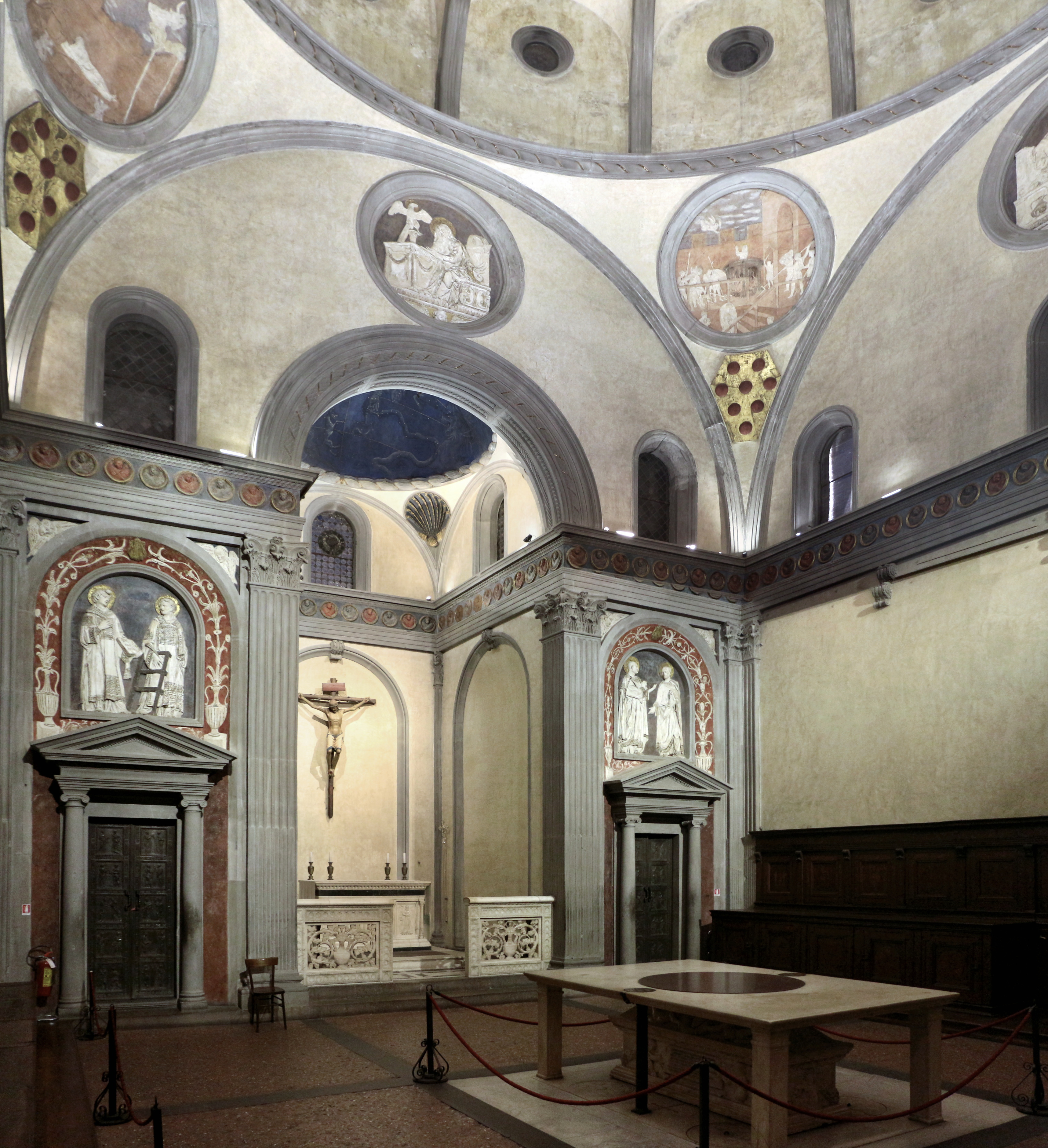
Alte Sakristei, Blick nach Südwesten (2016)

Die Neue Sakristei wurde dezidiert in Anlehnung an die fast genau 100 Jahre ältere Alte Sakristei von Filippo Brunelleschi gestaltet, die sich auf der gegenüberliegenden Seite von San Lorenzo – südwestlich vom Querhaus – befindet. Größe und Grundriss, Material und die Verwendung von kannelierten korinthischen Pilastern zur Gliederung sind von Brunelleschi übernommen. Ebenso die vertikale Gliederung der Südwand in drei Zonen entlehnt Michelangelo, überträgt sie jedoch auf alle vier Wände und ändert die Proportionen wesentlich. Die mittlere Zone ist bei Michelangelo wesentlich breiter, zudem nutzt er keine Eckpilaster, sondern schiebt die Pilaster Richtung Raumecke und setzt an die Kante zu den Nischen einen schlichten glatten Pfeiler. Michelangelo ergänzt zudem ein Zwischengeschoss zwischen Kuppel und Gebälk. Die Kassettenkuppel unterscheidet sich zudem wesentlich von Brunelleschis Rippenkuppel.
Die unterste Zone ist bewusst „konservativ“ gestaltet, sie nimmt das Formenvokabular des Quattrocento auf und die Architektur steigert sich nach oben zu Formen des Cinquecento. Neben der Alten Sakristei ist für diese quattrocento-artige Gliederung wohl auch Brunelleschis Gestaltung der Basilika selbst als Vorbild zu suchen. Wo immer sein Programm – einen höheren Raum und breitere Nischen für die Grabdenkmäler zu schaffen – es erlaubte, setzte Michelangelo ältere Formen ein, wohl um zwischen den Grabdenkmälern und dem Raum einen möglichst starken Kontrast zu schaffen.
Dieser Kontrast wurde jedoch auch kritisiert, der Architekturhistoriker Ackerman äußerte, der Raum habe nicht die Fähigkeit „eine bewegende oder kohärente räumliche Erfahrung zu schaffen“, besonders durch einen Mangel an Kohärenz zwischen der marmornen Grabarchitektur und dem Gebäude. Versuche, dies mit einem bestehenden Vorgängerbau oder Planänderungen während des Baus zu begründen, sind historisch nicht haltbar. So müssen diese Insuffizienzen, sofern man ihnen zustimmt, wohl eher auf Michelangelos mangelnde Erfahrung zurückgeführt werden, es handelte sich immerhin um seinen ersten architektonischen Entwurf.

## Grabmäler und Skulpturen

### Überblick
Michelangelo entwarf für die Sakristei drei Grabmäler, von denen eins unvollendet blieb. Das Grabmal für Lorenzo di Piero de’ Medici, Herzog von Urbino, befindet sich an der Westwand und jenes für Giuliano di Lorenzo de’ Medici, Herzog von Nemours, an der Ostwand. Das gänzlich unvollendete Doppelgrab für Lorenzo il Magnifico und dessen Bruder Giuliano di Piero de’ Medici befindet sich an der Südseite.
Die überwiegend vollendeten Gräber sind beide ähnlich aufgebaut. Die Wandnischen, in denen sie sich befinden, sind horizontal in eine Sockelzone, eine Hauptzone und einem darüber befindlichen Gesims aufgeteilt. Vertikal werden sie durch Doppelpilaster in der Hauptzone in drei Felder geteilt, wobei das mittlere leicht hervortritt. In der Hauptzone sind drei Nischen vorhanden, wobei die beiden äußeren leer sind und mit Segmentbögen bekrönt werden. In der mittleren Nische befindet sich der Verstorbene als sitzende idealisierte Ganzfigur. Vor dem Sockel steht ein Marmorsarkophag, auf dem zwei Figuren liegen. Die insgesamt vier Allegorien stehen für vier Zeiten des Tages: Abend und Morgen bei Lorenzo, Nacht und Tag bei Giuliano. Morgen und Nacht sind durch weibliche Figuren symbolisiert, während für Abend und Tag männliche Figuren stehen. Die weibliche Figur ist bei Lorenzo rechts, bei Giuliano links. Bei Lorenzo hat Michelangelo beispielsweise gleichzeitig die vita contemplativa, also das besinnliche Leben dargestellt (weshalb die Statue auch „Penseroso“ genannt wird und mit dem Gott Saturn verglichen wird); bei Giuliano die vita activa, das handelnde Leben (und Sinnbild des Gottes Jupiter). Deutlich ist auch die Anspielung zu römischen Porträts und antiken Kaiserbildnissen.
Auch die beiden Einzelgräber sind jedoch nicht vollständig fertiggestellt worden. Einzig die Bildnisse der Herzoge sind völlig fertiggestellt, alle anderen Figuren sind noch mehr oder weniger unvollendet. Dies reicht vom Fehlen der letzten Detailausarbeitung bis zu gänzlich noch unbearbeiteten Gesichtspartien. Die Skulpturen von Flussgöttern, die am Fuße der Sarkophage aufgestellt werden sollten, fehlen vollständig.

### Grabmal für Lorenzo di Piero de’ Medici

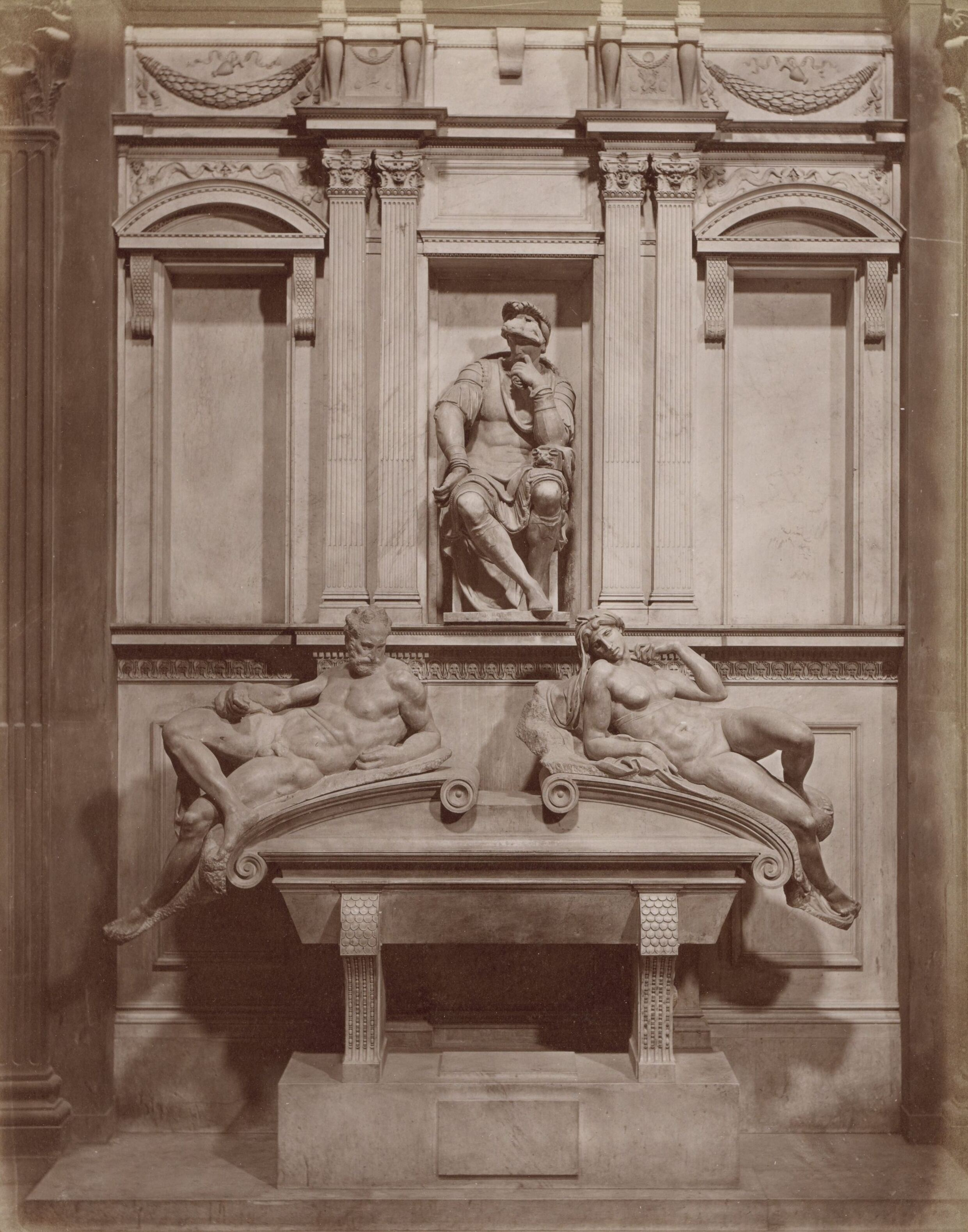
Das Grabmal von Lorenzo di Piero de’ Medici (um 1880)

Den Gestalten zu Füßen der Medici-Fürsten wohnt eine ernste, lastende Schwere inne ohne Ausdruck von Heldenverehrung. Stattdessen hat Michelangelo Symbolisierungen der unentrinnbaren Zeit geschaffen, die auch über fürstlichen Glanz triumphiert.
Bei der Statue der Aurora (Morgenröte) hat Michelangelo einer weiblichen Figur wie so häufig einen muskulösen Körper gegeben und bei der Gestaltung des Busens eine auffallend ungeschickte und unharmonische Form gefunden. Die Brüste wirken wie aufgesetzt und zeigen eine etwas merkwürdige ‚Einschnürung’. Hierfür wurden unterschiedliche Erklärungen, auch mit Blick auf die Persönlichkeit Michelangelos, gesucht. Teilweise wird dies mit Michelangelos Wahl männlicher Modelle, die eher seinem Körperideal entsprachen, erklärt. Michelangelo konnte oder wollte keine nackten Frauen gestalten, weder malerisch noch bildhauerisch.
So wenig ‚weiblich‘ die Allegorie der Morgenröte auch wirken mag, für Michelangelos Zeitgenossen war sie – und die gegenüberliegende Allegorie der Nacht – eine revolutionäre Neuerung der Darstellung des unverhüllten weiblichen Körpers, die erst im 2. Drittel des 16. Jh. üblich wurde.

### Grabmal für Giuliano di Lorenzo de’ Medici

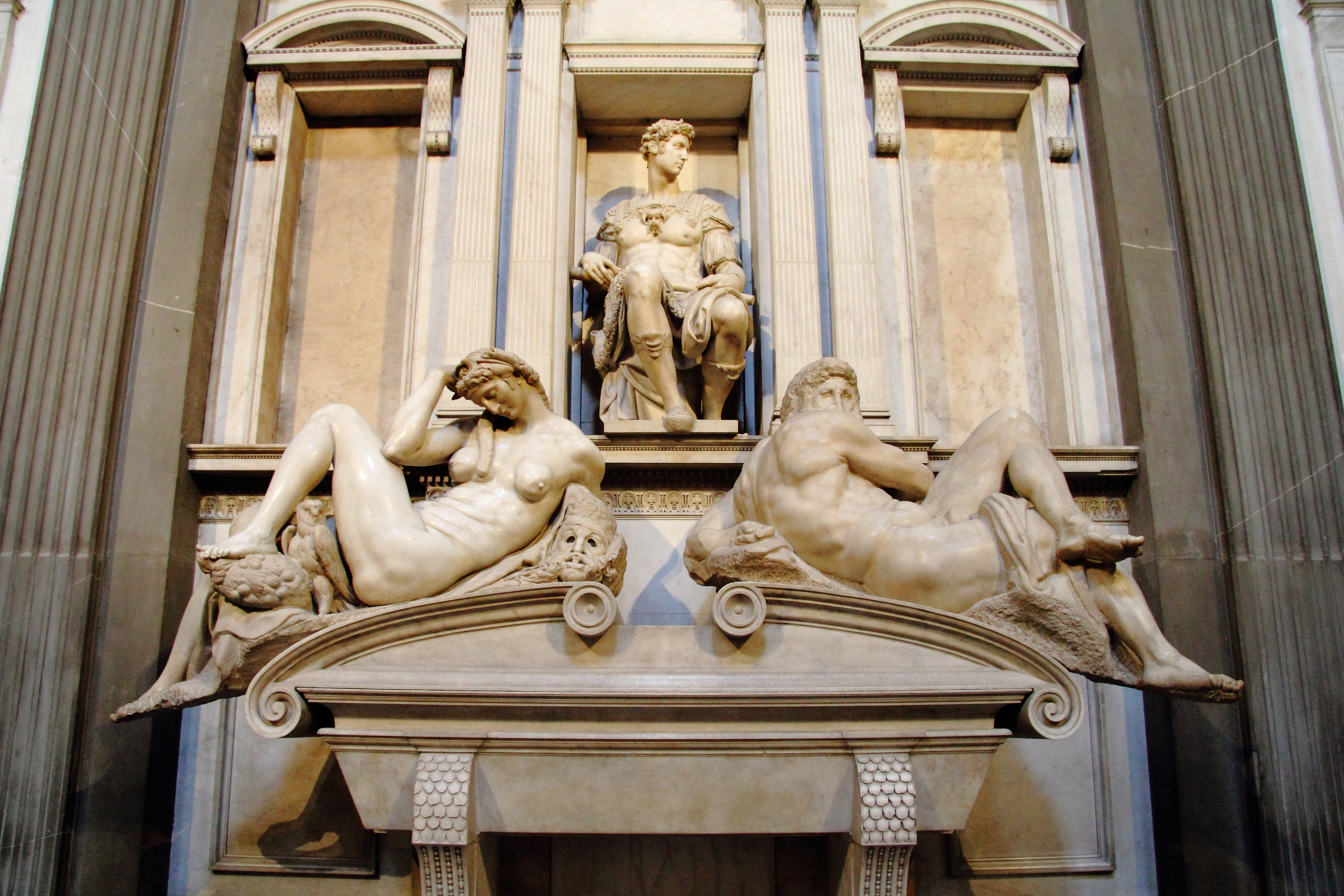
Das Grabmal von Giuliano di Lorenzo de’ Medici

Bei der weiblichen Figur der „Nacht“ greift Michelangelo in der Gestaltung des Kopfes deutlich klassische griechische Vorbilder auf, aber auch nur hier. Der Rest des Körpers hat mit griechischer Kunst wenig zu tun.
Auch bei dieser Plastik der „Tages“ zeigt sich dagegen die fast quälende Gespanntheit, mit der die massige Figur in ihrem Material „ruht“ und es zu sprengen scheint, also gleichsam seine materiale Gebundenheit verlassen will. Eine ganze Reihe verschiedener Bewegungsmotive sind hier in einer einzigen Figur zusammengefasst, was sich in etwa mit der Form einer Serpentine vergleichen lässt, also einer in sich gedrehten Figur, ähnlich wie vorhin bei der Pietà. Auch hier also eine „Figura serpentinata“. Mit solchen Bewegungsstudien hat sich Michelangelo in der zweiten Hälfte seines Lebens immer wieder auseinandergesetzt.

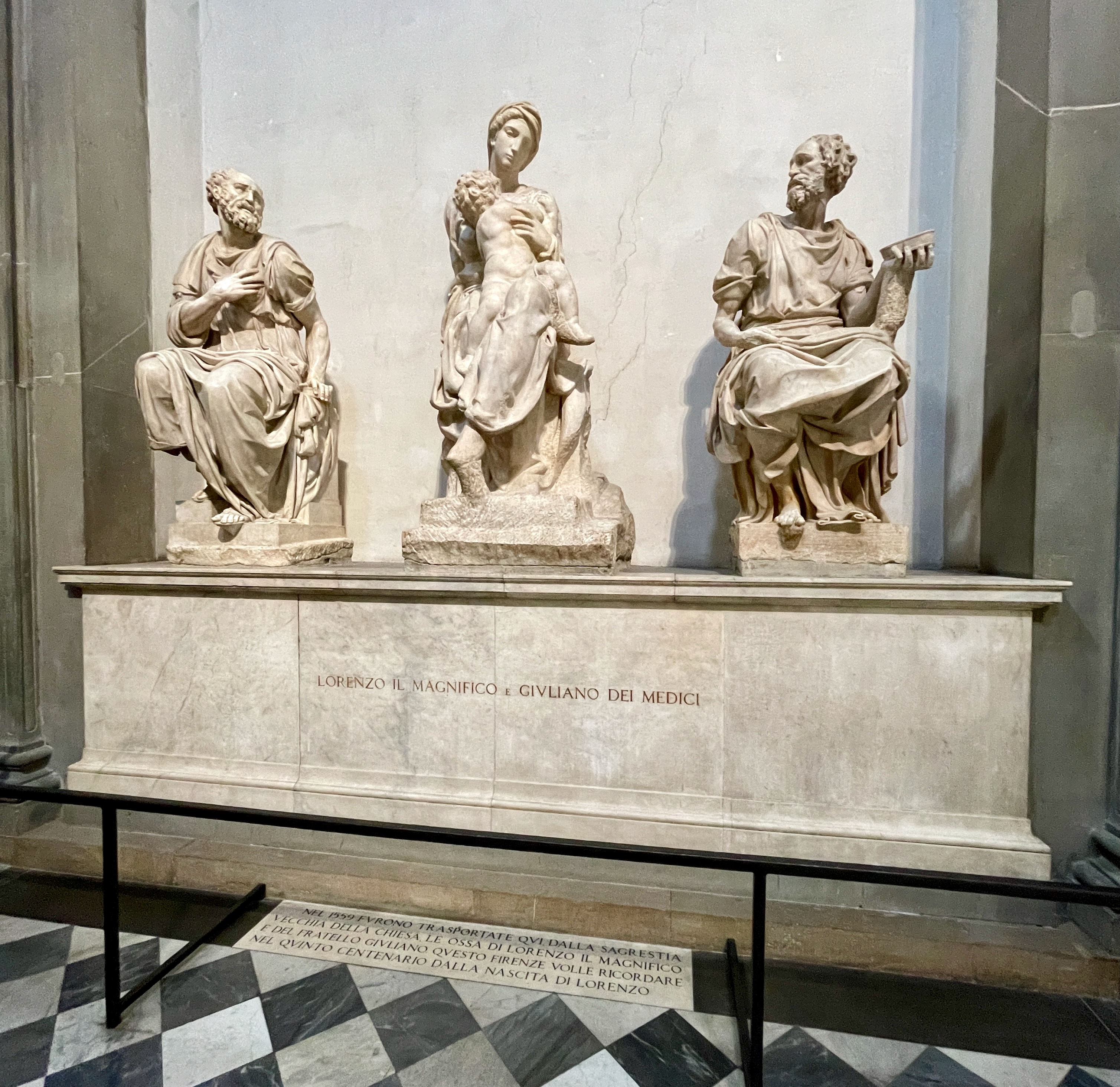
Grabmal für Lorenzo il Magnifico und Giuliano di Piero de’ Medici (2023)

### Grabmal für Lorenzo il Magnifico und Giuliano di Piero de’ Medici
Das Grabmal für Lorenzo il Magnifico und Giuliano di Piero de’ Medici ist unvollendet geblieben. Drei Statuen wurden für dieses Grabmal jedoch geschaffen, die Madonna mit Kind (Medici Madonna) von Michelangelo (1521), gerahmt vom Heiligen Cosmas von Giovanni Angelo Montorsoli (1537) und dem Heiligen Damian von Raffaello da Montelupo (1531).
Die Gruppe „Madonna mit Kind“ ist unvollendet. Michelangelo hat auch hier in dieser Zweiergruppe eine spiralförmige Aufwärtsbewegung geschaffen, wobei die beiden Bewegungen des Kindes mit der der Mutter als Ausdruck besonders enger Verbindung ineinander verschränkt wurden. Die Beine der Madonna sind übereinander gelegt und das Kind reitet in einer Art auf dem Schenkel, so dass eine Bewegung zum Trinken vermutet werden kann. Während sie mit der einen Hand das Kind stützt, stützt sie sich selbst mit der anderen Hand.